# Timizar Loghbar
Timizart Loghbar ou Timizart Leghbar (Timizar n Leɣvaṛ en kabyle)est un village kabyle situé à l'est de la montagne Redjaouna qui surplombe la ville de Tizi Ouzou dans la région de Kabylie en Algérie.

## Localisation
Le village de Timizart Loghbar se situe au centre de la Wilaya de Tizi Ouzou.

## Histoire
Durant la période coloniale, le caïd de Timizar Loghbar était Saïd Slimani, décédé après sa retraite et enterré le 5 mars 1924.
Un autre caïd (président) du douar Timizar Loghbar était M. Madhiou, chevalier de la Légion d'Honneur, décédé le 29 novembre 1921.
En 1914, c'était M. Oumen Kacha qui était caïd (amin) du douar Timizar Loghbar.